# ADCY9
L'ADCY9 est une adénylate cyclase. Son gène est ADCY9 porté sur le chromosome 16 humain.

## Rôles
Il est exprimé dans tout l'organisme, et particulièrement, dans le muscle squelettique, le cœur et le cerveau.
Comme les adénylate cyclase, il permet la production de l'AMP cyclique à partir d'ATP. Son activité est inhibée par le système calcium-calcineurine et la protéine kinase C. Elle est également modulée par une glycosylation.

## En médecine
Certains variants du gène sont associés avec l'obésité. D'autres sont associées avec une diminution du risque de survenue de maladies cardio-vasculaires en cas d'inhibition du CETP par le dalcetrapib, probablement par la diminution de la prolifération des macrophages dans la paroi artérielle et en modulant la fonction endothéliale. Cet effet n'est cependant pas retrouvé avec un médicament de la même classe, l'anacetrapib.